# ВАЗ-426
ВАЗ-426 — авиационный роторно-поршневой двигатель, разработан в Научно-техническом центре ВАЗ, предназначен для установки на лёгкие ЛА, например А-23М-«Тренер» и А-29, а также на амфибийные суда на воздушной подушке. Опытные образцы были изготовлены в 1992 г.

## Конструкция
- Система смазки - В зависимости от назначения ЛА комбинированная система смазки может быть с «мокрым» или «сухим» картером.
- Топливная система – распределённый впрыск с электронным управлением который дублируется гидромеханической системой.
- Система зажигания – двухканальная, магнето бесконтактное электронное и батарейное бесконтактно электронно-цифровое.

## Модификации
- ВАЗ-4265 - имеет меньшую массу, 130 кг. Предназначен для вертолёта "Актай".